# Большаков, Кирилл Андреевич
Кири́лл Андре́евич Большако́в (1906—1992) — советский химик-неорганик, один из основателей отечественной промышленности редких элементов.

## Биография
Родился 11 (24 декабря) 1906 года в Ряжске в (ныне Рязанская область) семье председателя уездной земской управы А. Д. Большакова. В 1924 года с отличием окончил школу. В 1926 году поступил на химическое отделение физмата Казанского государственного университета, который окончил в 1930 г. Помимо учёбы, был членом правления химического Менделеевского кружка в 1927—28 г. В 1930—1947 годах был заведующим лабораторией в Государственном НИИ редких металлов в Москве. Педагогическая и научная деятельность К. А. Большакова неразрывно связана с МИТХТ, где он начал преподавать в 1933 году. Он последовательно занимал должности ассистента, доцента, профессора (1948), заведующего Кафедрой химии и технологии редких и рассеянных элементов и созданной им проблемной лабораторией того же направления; там же были защищены кандидатская и докторская (1958) диссертации. В 1958—1971 годах он занимал пост ректора этого вуза.
Умер 27 декабря 1992 года. Похоронен в Москве на Кузьминском кладбище.

## Научная деятельность
Область научных интересов К. А. Большакова — физико-химические основы технологических процессов получения редких элементов. В 1933—1934 годах участвовал в разработке технологии извлечения ванадия из железных руд Керченского месторождения. В 1935—1939 годах занимался разработкой технологии получения кобальта из отечественных полиметаллических руд. В 1936—1937 годах выполнил цикл работ, связанных с технологическим освоением титано-магнетитов Урала. К. А. Большаков — создатель теоретических основ разработки процессов получения рассеянных элементов и ряда особо чистых веществ.
Член-корреспондент АН СССР по Отделению химических наук (техническая химия) с 23 июня 1958 года

## Основные труды
Автор более 70 статей в рецензируемых научных журналах. Под его редакцией выпущено трехтомное учебное пособие для вузов «Химия и технология редких и рассеянных элементов» (М.: Высшая школа, 1976 г.).

## Награды
- два ордена Ленина
- пять орденов Трудового Красного Знамени (31 декабря 1966)
- Сталинская премия I степени (14 марта 1941) — за разработку метода производства феррованадия
- Сталинская премия II степени (1953)[6] — за разработку и промышленное освоение методов выделения и переработки трития[7][8]